# Farman NC.470
Farman NC.470 (còn gọi là Centre N.C-470 khi Farman được quốc hữu hóa tạo thành SNCAC) là một loại thủy phi cơ hai động cơ của Pháp, được thiết kế để huấn luyện phi công cho Hải quân Pháp. Nó được dùng với số lượng nhỏ làm máy bay huấn luyện và trinh sát biển vào đầu Chiến tranh thế giới II.

## Biến thể
NC.470
Phiên bản sản xuất chính. Lắp 2 động cơ 358 kW (480 hp) Gnome-Rhône 9Akx. 34 chiếc.
NC.471
Phiên bản cải tiến, lắp động cơ 373 kW (500 hp) Gnome-Rhône 9Kgr. 1 chiếc.
NC.472
Phiên bản đề xuất lắp động cơ 447 kW (600 hp) Pratt & Whitney Wasp. Không chế tạo.

## Quốc gia sử dụng
Pháp
- Hải quân Pháp

## Tính năng kỹ chiến thuật (NC.471)
Dữ liệu lấy từ War Planes of the Second World War Volume Six 

### Đặc điểm riêng
- Tổ lái: 6
- Chiều dài: 16,10 m (52 ft 9⅞ in)
- Sải cánh: 24,45 m (80 ft 2½ in)
- Chiều cao: 4,85 m (15 ft 11 in)
- Diện tích cánh: 95 m² (1.022,6 ft²)
- Trọng lượng rỗng: 3.717 kg (8.179 lb)
- Trọng lượng có tải: 6.013 kg (13.228 lb)
- Động cơ: 2 × Gnome-Rhône 9Kgr, 373 kW (500 hp) mỗi chiếc

### Hiệu suất bay
- Vận tốc cực đại: 230 km/h (124 knot, 143 mph)
- Vận tốc hành trình: 190 km/h (103 knot, 118 mph)
- Tầm bay: 1.140 km (616 nm, 708 mi)
- Trần bay: 6.000 m (19.685 ft)
- Lực nâng của cánh: 63,3 kg/m² (12,9 lb/ft²)
- Lực đẩy/trọng lượng: 0,12 kW/kg (0,076 hp/lb)

### Vũ khí
- Súng: 1 × súng máy Darne 7,5 mm
- Bom: 4 quả 50 kg (110 lb)